# Bonneuil-Matours
Bonneuil-Matours là một xã, tọa lạc ở tỉnh Vienne trong vùng Nouvelle-Aquitaine, Pháp. Xã này có diện tích 42,8 km², dân số năm 2006 là 1930 người. Xã nằm ở khu vực có độ cao trung bình 57 m trên mực nước biển.
Dân địa phương danh xưng tiếng Pháp là Bonnimatois.

## Biến động dân số
| Năm | 1962  | 1968  | 1975  | 1982  | 1990  | 1999  | 2006  |
| --- | ----- | ----- | ----- | ----- | ----- | ----- | ----- |
| Dân số | 1 067 | 1 147 | 1 236 | 1 510 | 1 642 | 1 708 | 1 930 |
| From the year 1962 on: No double counting—residents of multiple communes (e.g. students and military personnel) are counted only once. |       |       |       |       |       |       |       |